# 리 J. 코브
리 J. 코브(영어: Lee J. Cobb, 1911년 12월 8일 ~ 1976년 2월 11일)는 미국의 배우이다.

## 영화
- 말괄량이 여기자 (1975년)
- 엑소시스트 (1973년) - 윌리엄 킨더만 역
- 로맨 (1971년)
- 원한의 총탄 (1971년)
- 진정한 해방 (1970년)
- 맥켄나의 황금 (1969년)
- 더 데이 오브 더 아울 (1968년)
- 일망타진 (1968년)
- 전격 후린트 특공작전 (1967년)
- 세일즈맨의 죽음 (1966년)
- 전격 후린트 고고작전 (1965년)
- 컴 블로 유어 혼 (1963년)
- 서부 개척사 (1962년)
- 묵시록의 4기사 (1961년)
- 영광의 탈출 (1960년)
- 벗 낫 포 미 (1959년)
- 녹색의 장원 (1959년)
- 서부의 사나이 (1958년)
- 파티 걸 (1958년)
- 까라마조프의 형제들 (1958년)
- 패션 전쟁 (1957년)
- 이브의 세 얼굴 (1957년)
- 12명의 성난 사람들 (1957년) - 배심원 3 역
- 회색 양복을 입은 사나이 (1956년) - 번스타인 판사 역
- 레이서 (1955년)
- 고릴라 앳 라지 (1954년)
- 워터프론트 (1954년)
- 시로코 (1951년)
- 도둑의 고속도로 (1949년) - 마이크 역
- 스튜디오 원 (1948년)
- 콜 노스사이드 777 (1948년)
- 아일랜드의 운수 (1948년)
- 조니 어클락 (1947년)
- 부메랑 (1947년)
- 페드로 선장의 모험 (1947년)
- 왕과 나 (1946년)
- 베르나데트의 노래 (1943년)
- 소년의 거리 속편 (1941년)
- 사랑이라 불리는 것 (1940년)
- 골든 보이 (1939년)

## 같이 보기
- 매카시즘